# Бронзовая ворона
Бронзовая ворона (лат. Corvus crassirostris) — вид птиц семейства врановых.

## Описание
Бронзовая ворона является самым крупным представителем отряда воробьинообразных, достигает длины 60—70 см. Самки весят в среднем 1,15 кг, а самцы —  1,5 кг. Отличительным признаком является толстый клюв (больше длины головы). Сверху и снизу он сильно согнут, с боков вдавлен, а у основания, лишённого щетинообразных перьев, на клюве находятся широкие плоские бороздки. Имеет длину 8–9 см. Оперение чёрное, на затылке белое пятно, на хвосте перья расположены ступенчато.

## Распространение
Бронзовая ворона распространена в Эфиопии и Эритрее, отдельные особи встречаются в Судане и Сомали. Ареал простирается через горы и высокогорные плато от 1500 до 2400 м над уровнем моря, реже до 4000 м над у. м.

## Питание
Питается в основном падалью, реже — насекомыми, мелкими позвоночными и плодами.

## Размножение
Бронзовая ворона гнездится на деревьях и утёсах. С декабря по февраль самка откладывает от 3 до 5 яиц.

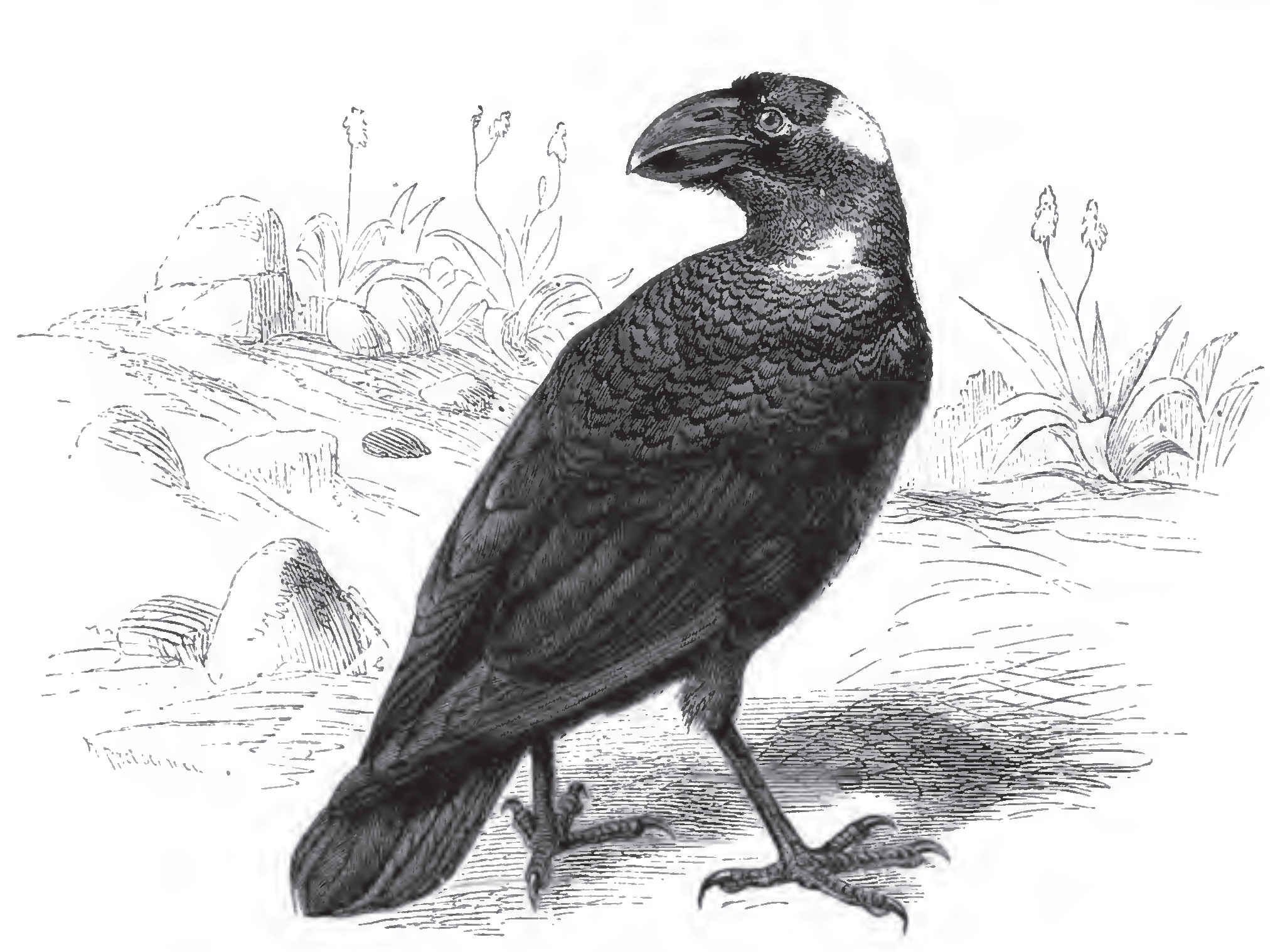
Бронзовая ворона. Иллюстрация Роберта Кречмера

## Голос
Звук, издаваемый бронзовой вороной, представляет собой грубый крик, похожий на крик ворона, иногда меняясь на относительно слабый трещащий призывный голос.